# Teucholabis (Teucholabis) manniana
Teucholabis (Teucholabis) manniana is een tweevleugelige uit de familie steltmuggen (Limoniidae). De soort komt voor in het Neotropisch gebied.